# Arenberginstituut

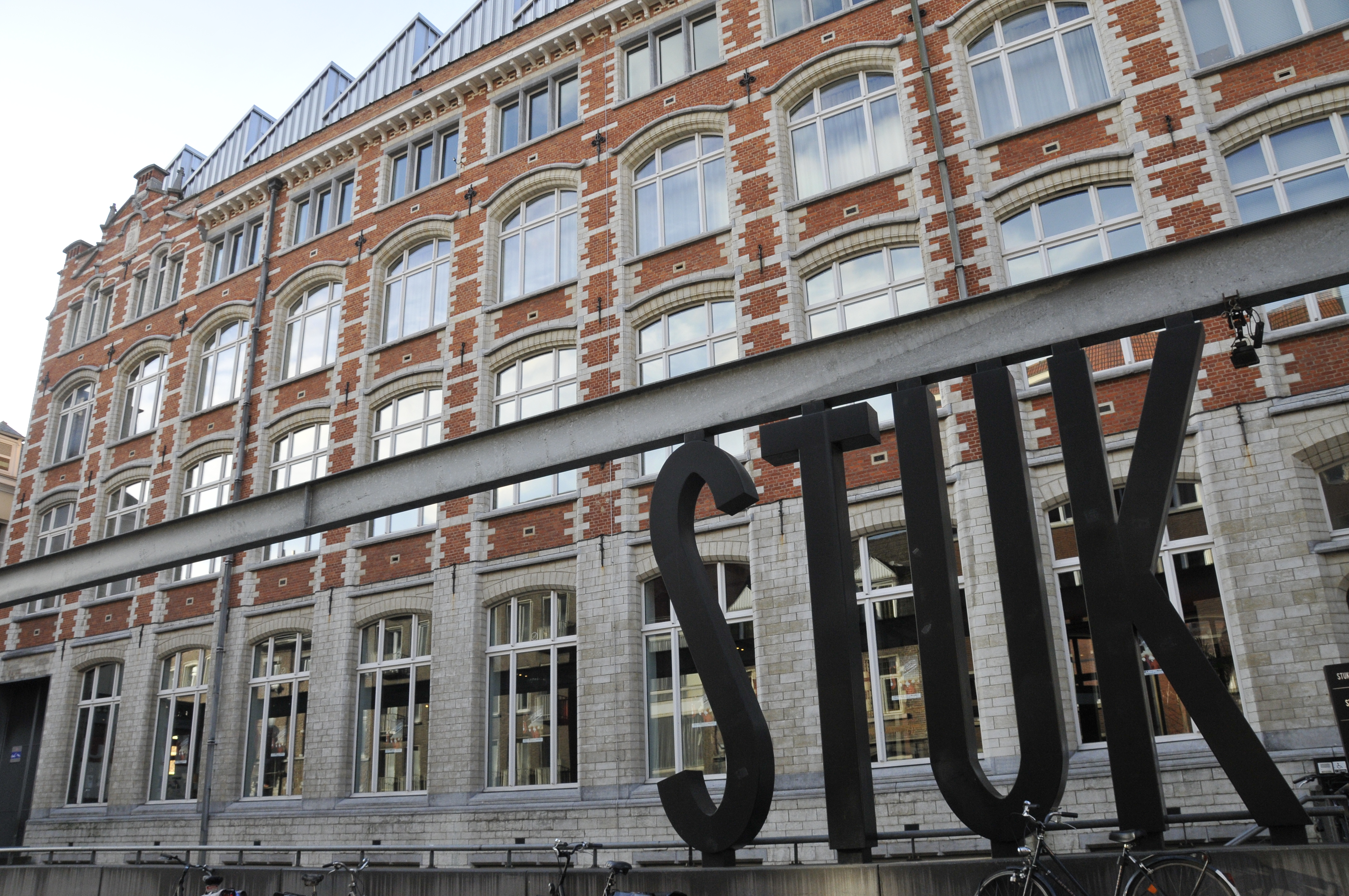
Het Arenberginstituut, thans het kunstencentrum STUK

Het Arenberginstituut is een gebouw tussen de de Naamsestraat en de Schapenstraat in de Belgische stad Leuven. Aanvankelijk een gebouw van de Katholieke Universiteit Leuven, sinds 2002 is kunstencentrum STUK er gevestigd.

## Geschiedenis
Het Arenberginstituut werd gebouwd dankzij een schenking van hertog Engelbert Marie van Arenberg en zijn moeder, Maria Eleonora van Arenberg. Zij schonken de Katholieke Universiteit Leuven in 1907 200.000 frank om er een onderwijslokaal mee op te richten, waarvan de universiteit het vruchtgebruik zou genieten zolang ze een katholieke universiteit zou blijven. Onder rector Adolphe Hebbelynck werd in de Naamsestraat begonnen met de bouw van het Scheikundig Instituut. Het eclectische Arenberginstituut werd ontworpen door Vincent Lenertz. Het instituut werd ingewijd op 9 mei 1909, dezelfde dag waarop de viering van het vijfenzeventigjarig bestaan van de heropgerichte universiteit plaatsvond. Het gebouw werd pas na de Eerste Wereldoorlog volledig voltooid.
In 1922 werd op de campus Arenberg in Heverlee met de bouw van het Instituut voor Industriële Scheikunde begonnen, maar pas in 1979 verliet het departement Chemie het Arenberginstituut in de Leuvense binnenstad en verhuisde het volledig naar Heverlee.
In 1987 werden de eerste visies voor de omvorming van het Arenberginstituut tot het kunstencentrum STUK voorgesteld. De renovatie van het complex startte in 1999 naar een ontwerp van Willem Jan Neutelings. In 2002 nam het STUK intrek in de vernieuwde gebouwen. In november 2021 sloot het kunstencentrum voor een grondige renovatie. In juni 2023 heropende het gebouw haar deuren.

## Galerij

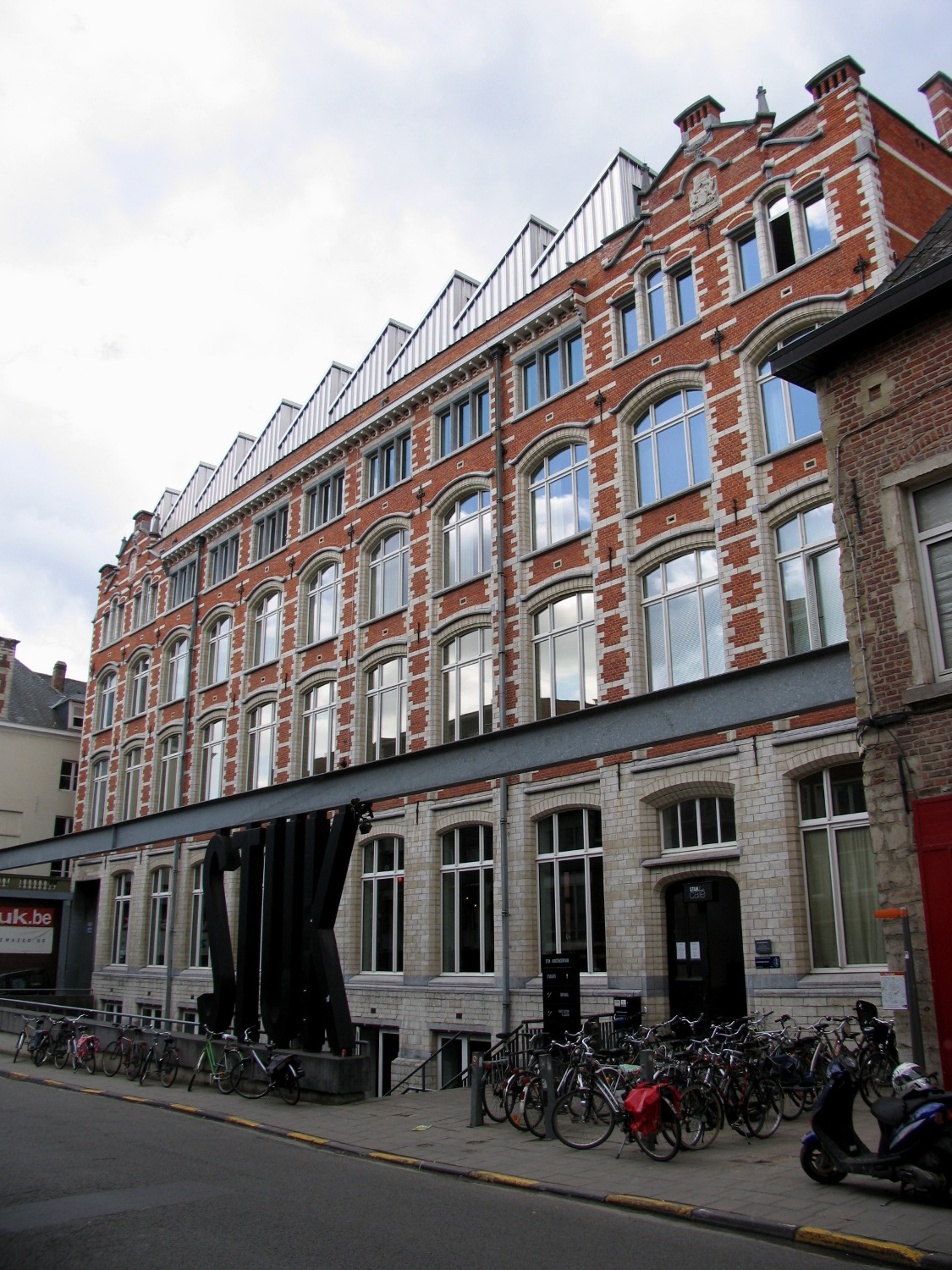
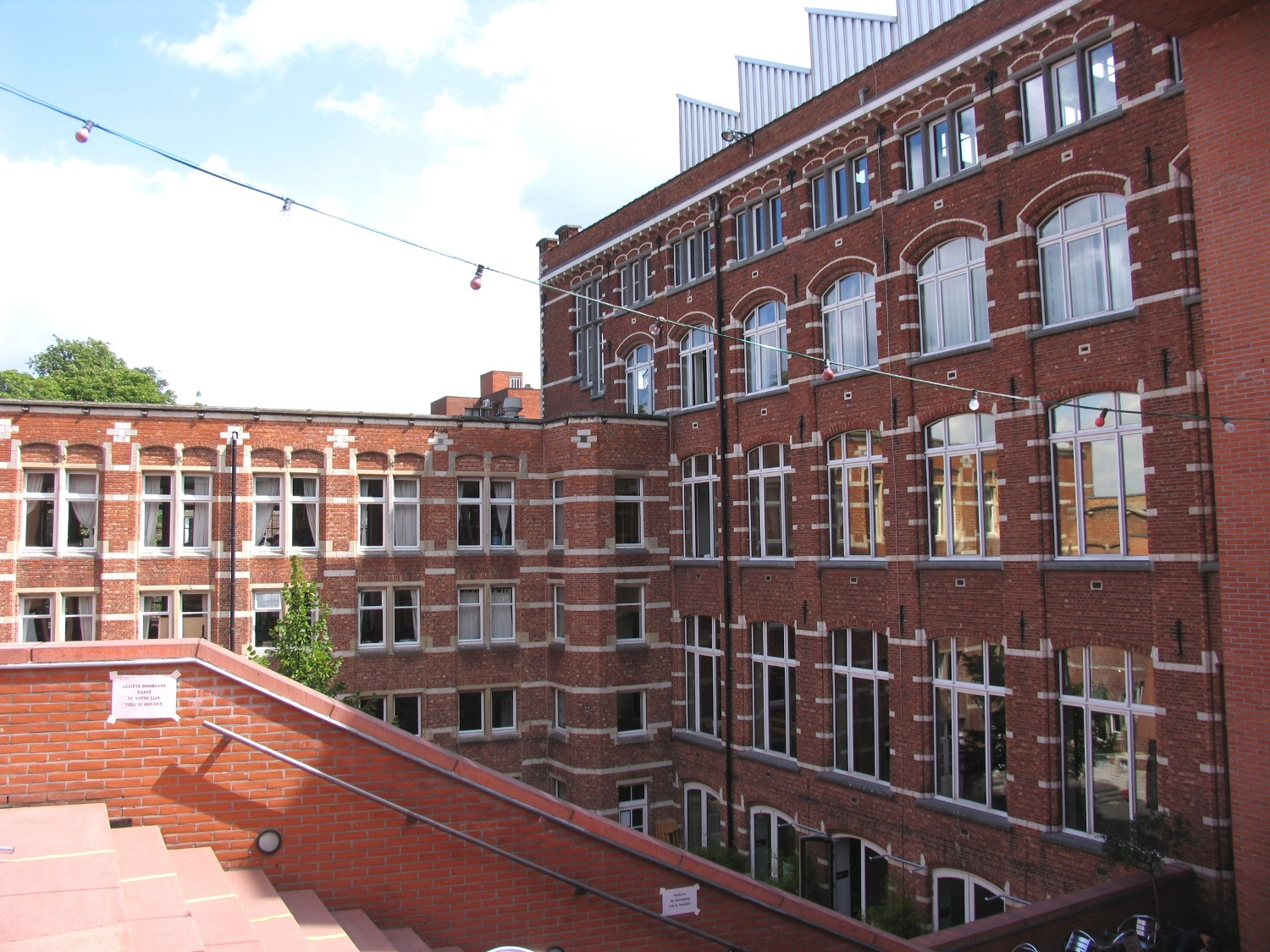
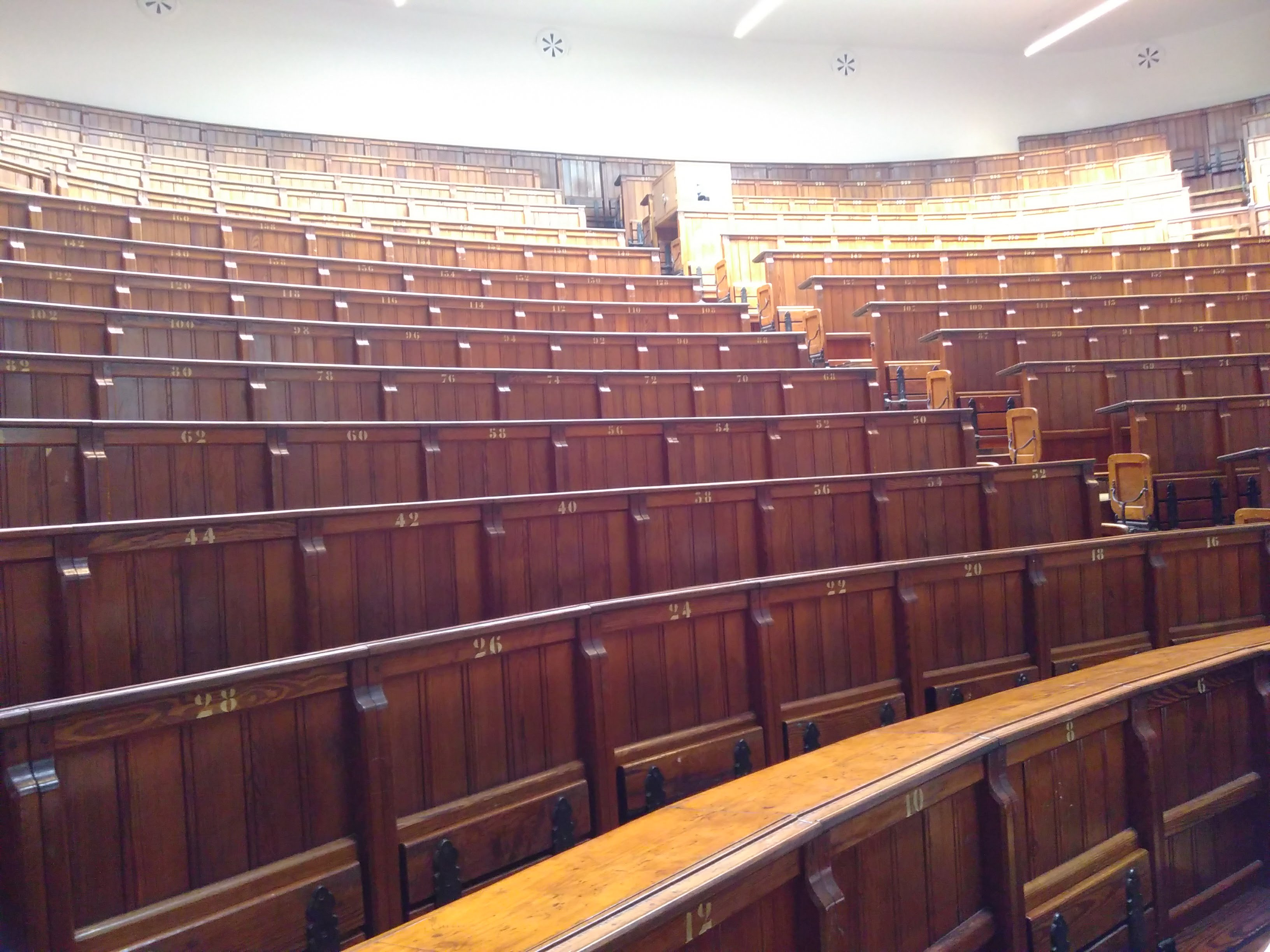
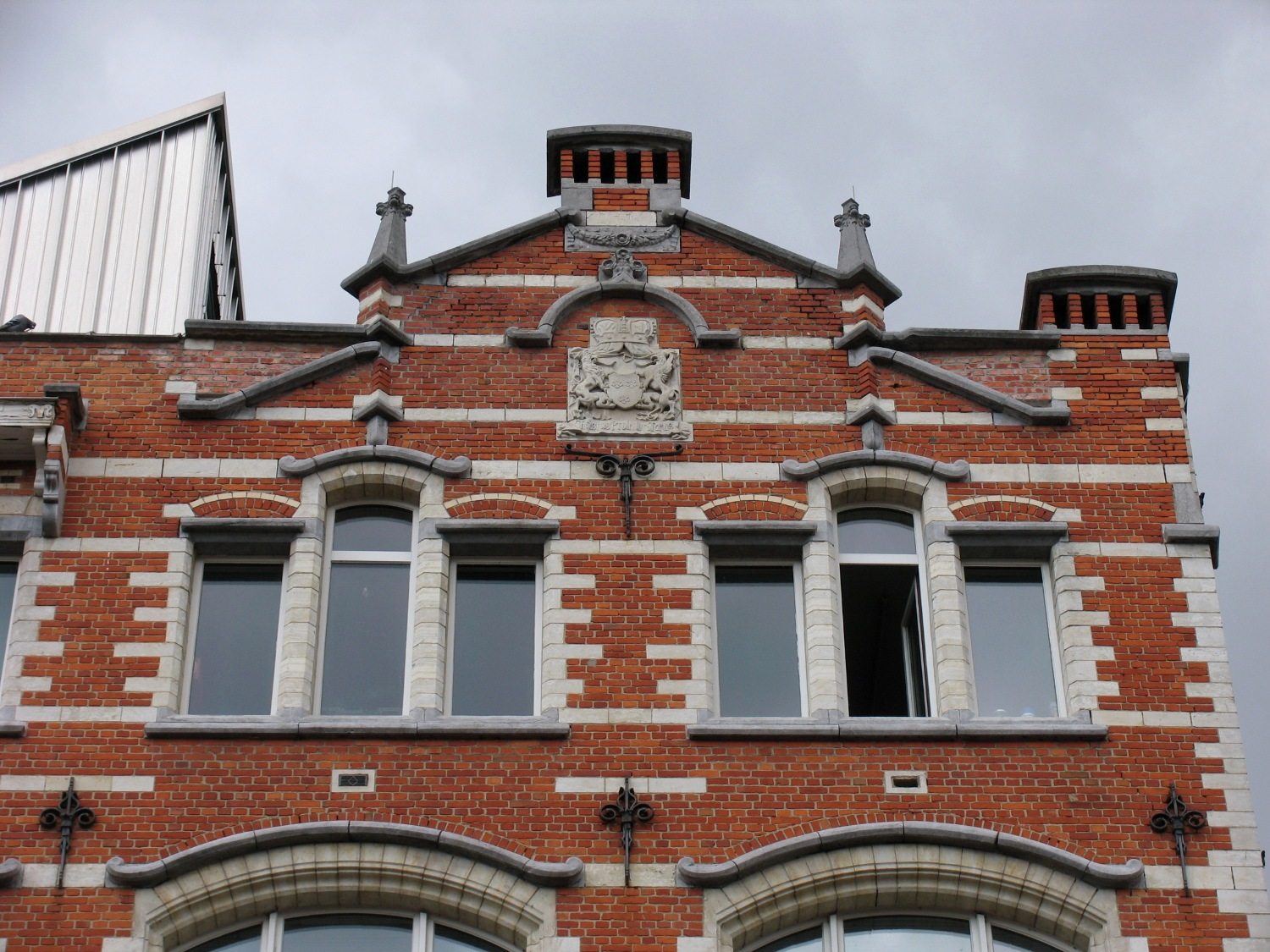